# Promontorio Wilsons

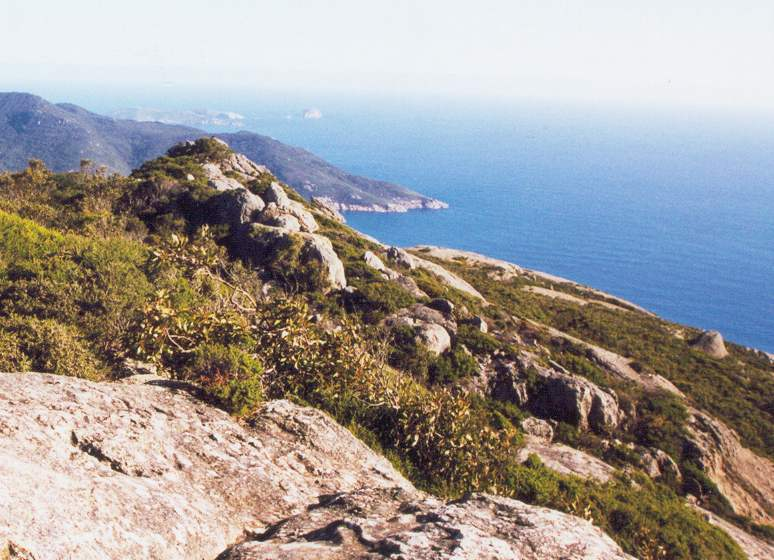
Vista desde el Monte Oberon en el Promontorio Wilsons hacia la punta meridional de la tierra firme de Australia.

El promontorio Wilsons es una península que se forma en la parte más austral de la tierra firme de Australia, administrativamente parte del estado de Victoria. 

## Historia humana
La evidencia de ocupación aborigen en el promontorio Wilsons se remonta a por lo menos 6500 años.
El primer auropeo en ver el promontorio fue George Bass en enero de 1798.  Él inicialmente se refirió a este como la "Tierra de Furneaux" (Furneaux's Land) en su diario, creyendo que el capitán Tobias Furneaux lo había previamente visto. Pero regresando a Puerto Jackson y consultándolo con Matthew Flinders se convenció de que el lugar era tan diferente que no podía ser esa tierra.  Bass y Flinders recomendaron el nombre Promontorio Wilsons a John Hunter quien fuera después gobernador de Nueva Gales del Sur, en honor al amigo de Flinders de Londres Thomas Wilson. Poco se sabe de Wilson excepto que era un comerciante comprometido con el intercambio comercial con Australia.
El promontorio ha sido un parque nacional, de un grado a otro, desde 1898 el parque nacional Promontorio Wilsons, también conocido localmente como "the Prom" ("El Prom"), contiene el área de zona silvestre costera más grande de Victoria. El sitio fue cerrado al público durante la Segunda Guerra Mundial, ya que fue usado como terreno de entrenamiento de comandos. 
En 2005 una quema iniciada por el personal se salió de control y se quemó el 13% del parque, causando la evacuación de los campistas.

## Geografía
Las características de la costa incluyen expansivas marismas entre las oleadas, playas arenosas y ensenadas protegidas interrumpidas por prominentes promontorios y riscos de granito precipitados en el sur, tiene además dunas costeras y pantanos.

## Vida silvestre
El Promontorio Wilsons es hogar de muchos marsupiales, aves nativas y otras criaturas. Uno de los marsupiales más comunes en el prom es el wombat, el cual puede ser encontrado en gran parte del parque (especialmente alrededor de los sitios de acampada donde se ha sabido que invade las tiendas en búsqueda de comida). La península es también refugio de canguros, walabíes, koalas y emúes. Algunas de las aves más comunes que se encuentran en el promontorio incluyen rosellas carmesíes, cacatúas negras de cola amarillas y maluros soberbios.